# Ermengarda (księżna Limburgii)
Ermengarda (ur. ok. 1250 r., zm. w czerwcu 1283 r.) – księżna Limburgii od 1279 r.

## Życie
Ermengarda była córką księcia Limburgii Walrama IV i Jutty, córki hrabiego Kleve Dytryka IV (VI). W 1276 r. Ermengarda poślubiła hrabiego Geldrii Renalda I. Jako jedyne dziecko Walrama była dziedziczką księstwa Limburgii. Jej bezpotomna śmierć w 1283 r. spowodowała wybuch wojny o sukcesję limburską – swe roszczenia do tronu Limburgii wysunęło wielu krewnych Ermengardy, a walki zakończyła dopiero bitwa pod Worringen w 1288 r., w wyniku której Limburgię przejął książę Brabancji Jan I Zwycięski.